# Da granto farò il cantanto
Da granto farò il cantanto è un album discografico del cantautore napoletano Tony Tammaro, pubblicato nel 1992.

## Tracce
1. Scalea – 1:48 (Tonitammaro)
2. Miché – 1:51 (testo: Tonitammaro, Finale – musica: Tonitammaro)
3. 'O Sacchetto – 1:44 (Tonitammaro)
4. A casa per le sette – 2:07 (testo: Tonitammaro, Finale – musica: Tonitammaro)
5. Mio fratello fuma a scrock (La mia banda suona il rock) – 1:28 (Tonitammaro)
6. Samba du gassu – 1:44 (Tonitammaro)
7. Teorema – 2:18 (Tonitammaro)
8. Anni sessanta – 5:46 (Tonitammaro)
9. Fidanzati in casa – 2:32 (Tonitammaro)
10. Al Cafone – 1:47 (testo: Tonitammaro, Finale – musica: Tonitammaro)
11. Come… – 2:38 (Tonitammaro)

Durata totale: 25:43